# Hartwig Fischer (Politiker)
Hartwig Fischer (* 14. November 1948 in Verden an der Aller) ist ein ehemaliger deutscher Politiker (CDU). Von 2002 bis 2013 war er Mitglied des Deutschen Bundestages.

## Leben und Beruf
Nach dem Hauptschulabschluss im Jahre 1966 absolvierte Hartwig Fischer eine dreijährige Lehre zum Einzelhandelskaufmann mit der Fachrichtung Sportartikel.
Anschließend leistete er seinen Wehrdienst beim Bundesgrenzschutz See in Neustadt (Ostsee) ab.
Von 1970 bis 1975 arbeitete Hartwig Fischer als Verkäufer, Substitut und Abteilungsleiter im Einkauf bei der Karstadt AG in Göttingen. Zwischen 1975 und 1986 war er zudem Vorsitzender des Betriebsrates und gehörte von 1978 bis 1986 dem Wirtschaftsausschuss des Gesamtkonzerns der Karstadt AG an.
Hartwig Fischer ist verheiratet und Vater von zwei Kindern.

## Partei

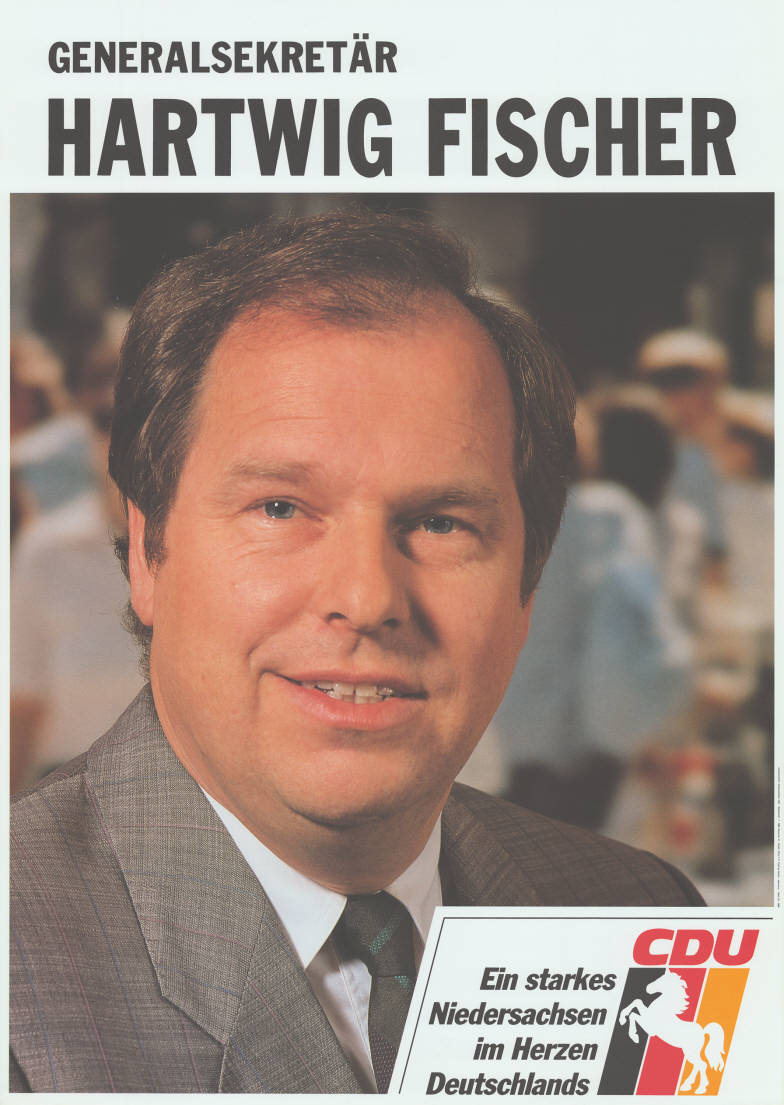
Kandidatenplakat zur Landtagswahl in Niedersachsen 1990

Fischer trat 1969 in die Junge Union ein, welcher er bis zum altersbedingten Ausscheiden im Jahre 1983 angehörte. Seit 1972 ist er Mitglied der CDU. Im Jahr 1975 wurde Fischer Mitglied der CDU-Sozialausschüsse. Zwischen 1977 und 1993 führte Hartwig Fischer den CDU-Stadtverband Göttingen. 1982 wurde er außerdem zum Vorsitzenden des Bezirksverbandes Hildesheim gewählt. Dieses Amt hatte er fünf Jahre lang inne. Von 1984 bis 2002 gehörte Fischer dem CDU-Landesvorstand in Niedersachsen an. Darüber hinaus war er zwischen 1986 und 2002 Generalsekretär der Landes-CDU.

## Abgeordneter
Fischer gehörte von 1976 bis 1986 dem Kreistag im Landkreis Göttingen an.
1982 gelang Fischer als Direktkandidat der Sprung in den Niedersächsischen Landtag in Hannover, welchem er von der 10. bis 14. Wahlperiode angehörte. Er fungierte unter anderem als hochschulpolitischer Sprecher der CDU-Landtagsfraktion (1984 bis 1986) und als Mitglied in den Ausschüssen für Wirtschaft und Kunst (1982 bis 1990), Soziales und Gesundheit (1986 bis 1990) und Geschäftsordnung (1982–1986).
2002 wurde Fischer Mitglied im Deutschen Bundestag und übernahm als ordentliches Mitglied im Ausschuss für wirtschaftliche Zusammenarbeit und Entwicklung, Vorsitzender des Arbeitskreises Afrika der CDU/CSU-Bundestagsfraktion, Berichterstatter für Ost- und Zentralafrika, Mitglied in den Parlamentariergruppen für Afrika, Mitglied der Arbeitsgruppe wirtschaftliche Zusammenarbeit und Entwicklung, Mitglied der Arbeitnehmergruppe und Mitglied der Landesgruppe Niedersachsen der CDU/CSU-Bundestagsfraktion sogleich parlamentarische Verantwortung auf Bundesebene.
In der 16. Legislaturperiode wurde Fischer zudem ordentliches Mitglied im Ausschuss für Menschenrechte und humanitäre Hilfe, Afrikabeauftragter für Menschenrechte und Obmann der Arbeitsgruppe für Wirtschaftliche Zusammenarbeit und Entwicklung der CDU/CSU-Bundestagsfraktion. Seit 2006 war er ebenfalls Vorsitzender der Parlamentariergruppe West- und Zentralafrika und stellvertretendes Mitglied im Ausschuss für Auswärtiges.
In der 17. Wahlperiode wurde Fischer ordentliches Mitglied im Auswärtigen Ausschuss sowie im Ausschuss für wirtschaftliche Zusammenarbeit und Entwicklung. Ferner war er Vorsitzender der Parlamentariergruppe der französischsprachigen Staaten West- und Zentralafrikas und Ausrichter der jährlichen Veranstaltung „Africa meets business“ in Berlin.
Zur Bundestagswahl 2013 trat er nicht wieder an. Sein Nachfolger als Kandidat im Wahlkreis wurde Fritz Güntzler.

## Mitglied in Vereinen und Organisationen
Hartwig Fischer war von Dezember 2010 bis 2014 Präsident der Deutschen Afrika Stiftung e. V und von 2011 bis 2019 Präsident des Deutschen Jagdverbandes e.V. Ferner ist er Mitglied im Kuratorium von CARE Deutschland und Gründungsmitglied des Parlamentarischen Beirats der Deutschen Stiftung Weltbevölkerung.
Fischer ist Mitglied in den Schützenvereinen Geismar von 1884 e. V. und Holtensen e. V., im Sportanglerverein Walsrode von 1922 e. V., im Förderkreis Wilhelm-Busch-Stätten in Ebergötzen e. V. und in der Jägerschaft Göttingen e. V.
Überdies gehört er dem Förderverein Forum für Wissenschaft und Technik e. V. und dem Verein Luftfahrt ohne Grenzen / Wings of Help e. V. in Frankfurt am Main an. Von 1984 bis 2014 war er zudem ehrenamtliches Aufsichtsratsmitglied der Volksbank Göttingen e.G.

## Kritik
Fischer sprach sich im Februar 2013 nach dem Pferdefleisch-Skandal dafür aus, Pferdefleisch-Produkte, von denen keine Gesundheitsgefährdung ausgeht, nach einer Neudeklarierung an die Tafeln für Bedürftige zu verteilen. Hilfsverbände kritisierten diesen Vorschlag scharf.

## Ehrungen
- 2013:  Verdienstkreuz am Bande der Bundesrepublik Deutschland